# Mittelfischbach
Mittelfischbach ist eine Ortsgemeinde im Rhein-Lahn-Kreis in Rheinland-Pfalz. Sie gehört der Verbandsgemeinde Aar-Einrich an.

## Geschichte
Im Jahre 1348 wird der Ort zum ersten Mal genannt und war bis 1775 der Vierherrschaft auf dem Einrich unterstellt. Seit 1806 gehörte es zum Herzogtum Nassau. Kirchlich gehörte Mittelfischbach zur Pfarrei Klingelbach. Es gab bis 1853 drei Fischbachs: Oberfischbach, Mittelfischbach und Niederfischbach. Niederfischbach verschwand 1853, als alle Einwohner nach Amerika auswanderten. 1866 wurde Nassau und mit ihm Mittelfischbach von Preußen annektiert. Seit 1946 ist Mittelfischbach Teil des Landes Rheinland-Pfalz. 1972 kam es im Zuge einer Verwaltungsreform zur Bildung der Verbandsgemeinde Katzenelnbogen, der die Ortsgemeinde Mittelfischbach bis 2019 angehörte und die dann in der Verbandsgemeinde Aar-Einrich aufging.
Bevölkerungsentwicklung
Die Entwicklung der Einwohnerzahl von Mittelfischbach, die Werte von 1871 bis 1987 beruhen auf Volkszählungen:
| Jahr | Einwohner |
| 1815 | 65        |
| 1835 | 83        |
| 1871 | 103       |
| 1905 | 114       |
| 1939 | 89        |
| 1950 | 90        |

| Jahr | Einwohner |
| 1961 | 99        |
| 1970 | 91        |
| 1987 | 111       |
| 1997 | 121       |
| 2005 | 124       |
| 2023 | 148       |

## Politik

### Gemeinderat
Der Gemeinderat in Mittelfischbach besteht aus sechs Ratsmitgliedern, die bei der Kommunalwahl am 9. Juni 2024 in einer Mehrheitswahl gewählt wurden, und dem ehrenamtlichen Ortsbürgermeister als Vorsitzendem.

### Bürgermeister
Ortsbürgermeister von Mittelfischbach ist Werner Großheim. Bei der Direktwahl am 26. Mai 2019 wurde er mit einem Stimmenanteil von 95,18 % gewählt und damit Nachfolger von Herbert Wöll, der nicht erneut angetreten war. Bei der Direktwahl am 9. Juni 2024 wurde Großheim als einziger Bewerber mit 87,2 % für weitere fünf Jahre in seinem Amt bestätigt.

### Wappen
Wappenbeschreibung: Die Wappen von Oberfischbach und Mittelfischbach zeigen drei Fische als Symbole des Namens Fischbach. Dabei ist für Oberfischbach der obere Fisch nach rechts versetzt, für Mittelfischbach der mittlere, und wenn Niederfischbach noch vorhanden wäre, stünde in seinem Wappen der unterste Fisch vor der Reihe.

## Persönlichkeiten
- Gottfried Friedrich Raiffeisen (* 7. Februar 1782 in Mittelfischbach; † 16. Januar 1849 in Hamm) (Sieg) war Bürgermeister der Bürgermeisterei Hamm und Vater von Friedrich Wilhelm Raiffeisen.